# Euchirella bella
Euchirella bella är en kräftdjursart som beskrevs av Giesbrecht 1888. Euchirella bella ingår i släktet Euchirella och familjen Aetideidae. Inga underarter finns listade i Catalogue of Life.